# 萨缪尔·戴勒姆波特
萨缪尔·戴维斯·戴勒姆波特（1981年5月10日—），海地裔加拿大职业篮球运动员，司职中锋。

## 职业生涯
戴勒姆波特出生于海地太子港，身高2米11，体重113.4公斤。出生后不久，父母便离开他去了法国，他和祖母相依为命，童年十分艰辛。1995年14岁的戴勒姆波特移民到蒙特利尔后开始接触篮球，2001年自塞顿霍尔大学参加NBA选秀，虽然在大学期间他只有场均7分、6板、3次盖帽的数据但依然在第一轮第26位被费城76人选中，他以抢篮板和盖帽著称。
戴勒姆波特有着不错的防守技术和意识，以及有着较长的臂展，但是相对缺乏进攻手段，篮底感觉较差，无法成为一支球队的主要得分点。然而他的身体素质，包括跑跳能力、奔跑能力和敏捷性都十分出色，是费城76人的头号中锋
2007年8月，戴勒姆波特正式成为加拿大公民，将代表加拿大国家篮球队出征奥运会等国际赛事。
2010年夏季休赛期，艾弗森走了，戴勒姆波特同样被交易到国王队。
2015年12月17日，中国男子篮球职业联赛山西猛龙宣布與戴勒姆波特簽約，頂替右手受傷的多米尼克·琼斯。2016年8月5日，山西猛龙宣布與戴勒姆波特續約。12月15日，山西猛龙表示選擇亨利·希姆斯作為球隊禁區備用外援。12月23日，山西猛龙表示由於戴勒姆波特受傷，由亨利·希姆斯暫時頂替。2017年2月4日，山西猛龙宣布戴勒姆波特的傷勢已恢復，替換亨利·希姆斯出戰剩餘賽事。

## 外部連結
- 萨缪尔·戴勒姆波特在fiba.basketball（英语）
- 萨缪尔·戴勒姆波特在archive.fiba.com（存檔）（英语）
- 萨缪尔·戴勒姆波特在NBA官網（英语）
- 萨缪尔·戴勒姆波特在Basketball-Reference.com（NBA）（英语）
- 萨缪尔·戴勒姆波特在Basketball-Reference.com（國際）（英语）
- 萨缪尔·戴勒姆波特在Sports-Reference.com（NCAA）（英语）
- 萨缪尔·戴勒姆波特在ESPN（NBA）（英语）
- 萨缪尔·戴勒姆波特在Eurobasket.com（球員）（英语）
- 萨缪尔·戴勒姆波特在Proballers（英语）
- 萨缪尔·戴勒姆波特在RealGM（球員）（英语）
- 萨缪尔·戴勒姆波特在中国篮球数据库